# Satyrus robusta
Satyrus robusta är en fjärilsart som beskrevs av Andrej Nikolajewitsch Avinoff och Sweadner 1951. Satyrus robusta ingår i släktet Satyrus och familjen praktfjärilar. Inga underarter finns listade.